# Sebastian Krumbiegel
Sebastian Krumbiegel (Lipcse, 1966. június 5. –) a Die Prinzen nevű német együttes énekese.
1981-ben megalapította a későbbi Prinzen-kollégával, Wolfgang Lenk-kel a Phoenix rockbandát. Katonaévei alatt (1985–87) a Rockpol zenekarban énekelt. 1987–91 között a lipcsei zeneakadémián tanult. Ezzel párhuzamosan hatalmas sikerrel hirdette a Herzbuben nevezetű bandájával, hogy „Ich bin der schönste Junge aus der DDR.” (Én vagyok a legszebb fiú az NDK-ból). 1991-ben a Herzbuben nevét Prinzen-re változtatták és berobbantak az első slágerükkel, a Gabi und Klaus-szal. 1998-ban a prinzenes ütős, Ali Ziemevel vette fel Krumbiegel-Kamma mache mix nevű szólólemezét, amely egy évvel később jelent meg.